# Comuna de Myszyniec
Myszyniec (polaco: Gmina Myszyniec) é uma gminy (comuna) na Polónia, na voivodia de Mazóvia e no condado de Ostrołęcki. A sede do condado é a cidade de Myszyniec.
De acordo com os censos de 2004, a comuna tem 10 250 habitantes, com uma densidade 44,8 hab/km².

## Área
Estende-se por uma área de 228,59 km², incluindo:
- área agricola: 71%
- área florestal: 24%

## Demografia
Dados de 30 de Junho 2004:
|                      | Total   | Total | Mulheres | Mulheres | Homens  | Homens |
| -------------------- | ------- | ----- | -------- | -------- | ------- | ------ |
|                      | pessoas | %     | pessoas  | %        | pessoas | %      |
| População            | 10 250  | 100   | 4992     | 48,7     | 5258    | 51,3   |
| Densidade (pop./km²) | 44,8    | 100   | 21,8     | 21,8     | 23      | 23     |

De acordo com dados de 2002, o rendimento médio per capita ascendia a 1607,89 zł.

## Subdivisões
- Białusny Lasek, Cięćk, Charciabałda, Drężek, Gadomskie, Krysiaki, Myszyniec-Koryta, Niedźwiedź, Olszyny, Pełty, Stary Myszyniec, Świdwiborek, Wolkowe, Wydmusy, Wykrot, Zalesie, Zdunek.

## Comunas vizinhas
- Baranowo, Czarnia, Kadzidło, Łyse, Rozogi